# Certification tierce partie
Pour les articles homonymes, voir Certification.

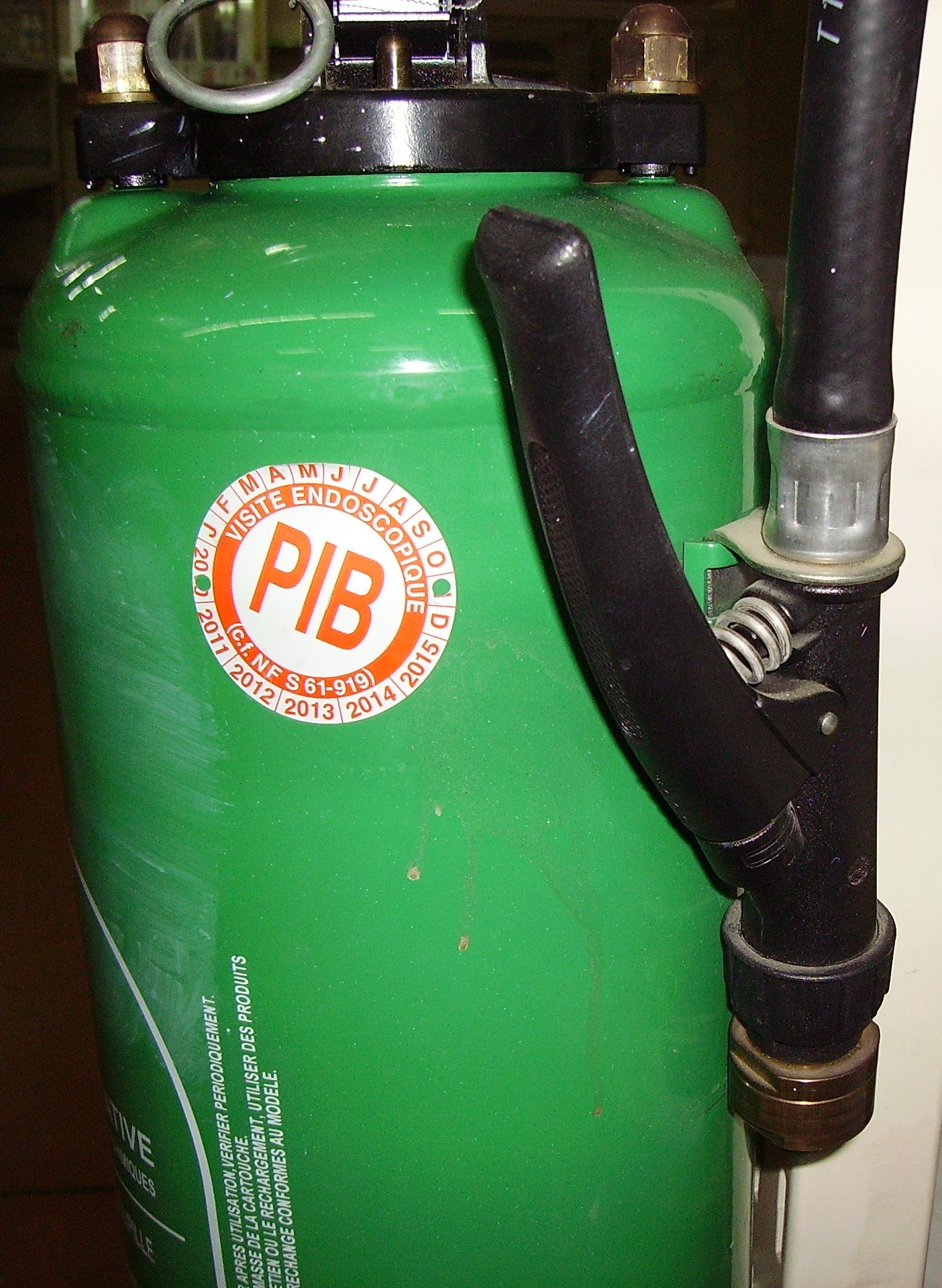
Étiquette de certification de la maintenance d'un appareil de sécurité, avec mention de la norme appliquée.

La certification tierce partie est un processus d'attribution de certificats par un tiers de confiance, généralement un organisme de certification, qui montre qu'un produit, un service, un organisme, etc., est conforme aux exigences d'un référentiel (norme, cahier des charges…).
En France, le décret no 2002-535 du 18 avril 2002 relatif à l'évaluation et à la certification de la sécurité offerte par les produits des technologies de l'information décrit le schéma de certification français pour les produits et les systèmes de sécurité.
Par ailleurs, il est possible de se faire certifier en tant qu'auditeur tierce partie à travers des organismes comme l'IRCA (International Register of Certificated Auditors).